# Beniamin Torbe
Beniamin Torbe (ur. 6 listopada 1858 w Krakowie, zm. 10 lutego 1931 tamże) – polski architekt żydowskiego pochodzenia, działający w Krakowie. Zaprojektował ponad 100 krakowskich kamienic.

## Życiorys
Był synem Salomona oraz Blumy Gintel Hoffmann. Pobierał nauki na Bauschule w Wiedniu, którą ukończył w 1888. W 1889 otrzymał koncesję budowniczego w Krakowie. W okresie międzywojennym Torbe był jednym z najpopularniejszych architektów w Krakowie. Projektował i budował przede wszystkim kamienice czynszowe dla żydowskich przedsiębiorców, takich jak Chaim Berek Zucker czy Salomon Ritterman. Był członkiem Krakowskiego Towarzystwa Technicznego i Stowarzyszenia Izraelitów Postępowych. Pochowany został na cmentarzu przy ul. Miodowej.

## Dzieła
- 1891 – kamienica przy ulicy Pańskiej (obecnie Marii Skłodowskiej-Curie) 4
- 1892 – kamienica przy ulicy Zwierzynieckiej 34
- 1892 – przebudowa kamienicy przy placu Szczepańskim 7 w Krakowie
- 1893 – przebudowa synagogi Tempel w Krakowie
- 1896 – kamienica przy ulicy Karmelickiej 48 w Krakowie
- 1902 – kamienica przy ulicy Berka Joselewicza 20 w Krakowie[4]
- 1903 – secesyjna kamienica przy ulicy Piłsudskiego 9 w Krakowie
- 1905 – kamienica przy ulicy Michałowskiego 6 w Krakowie
- 1905 – kamienica przy ulicy Brzozowej 14 w Krakowie
- 1905 – kamienica przy ulicy Koletek 1, 3 i 5 w Krakowie
- 1906 – kamienica przy ulicy Krupniczej 3 w Krakowie
- 1907 – synagoga Chany i Abrahama Lednitzerów w Krakowie
- 1908 – kamienica przy ulicy Dietla 31 w Krakowie
- 1909 - kamienica przy ulicy Dietla 15 w Krakowie
- 1908 – kamienica przy ulicy Bocheńskiej 7 w Krakowie
- 1909 – kamienice przy ulicy Sarego 21, 23 i 25 w Krakowie
- 1909 – kamienica przy ulicy Mogilskiej 8 w Krakowie
- 1910 – kamienica przy ulicy Konarskiego 13 w Krakowie
- 1911 – kamienica przy ulicy Lubomirskiego 37 w Krakowie
- 1912 – Willa Sylwan przy ulicy Powroźniczej 6 w Krakowie
- 1913 – kamienica przy ulicy Szlak 3 w Krakowie

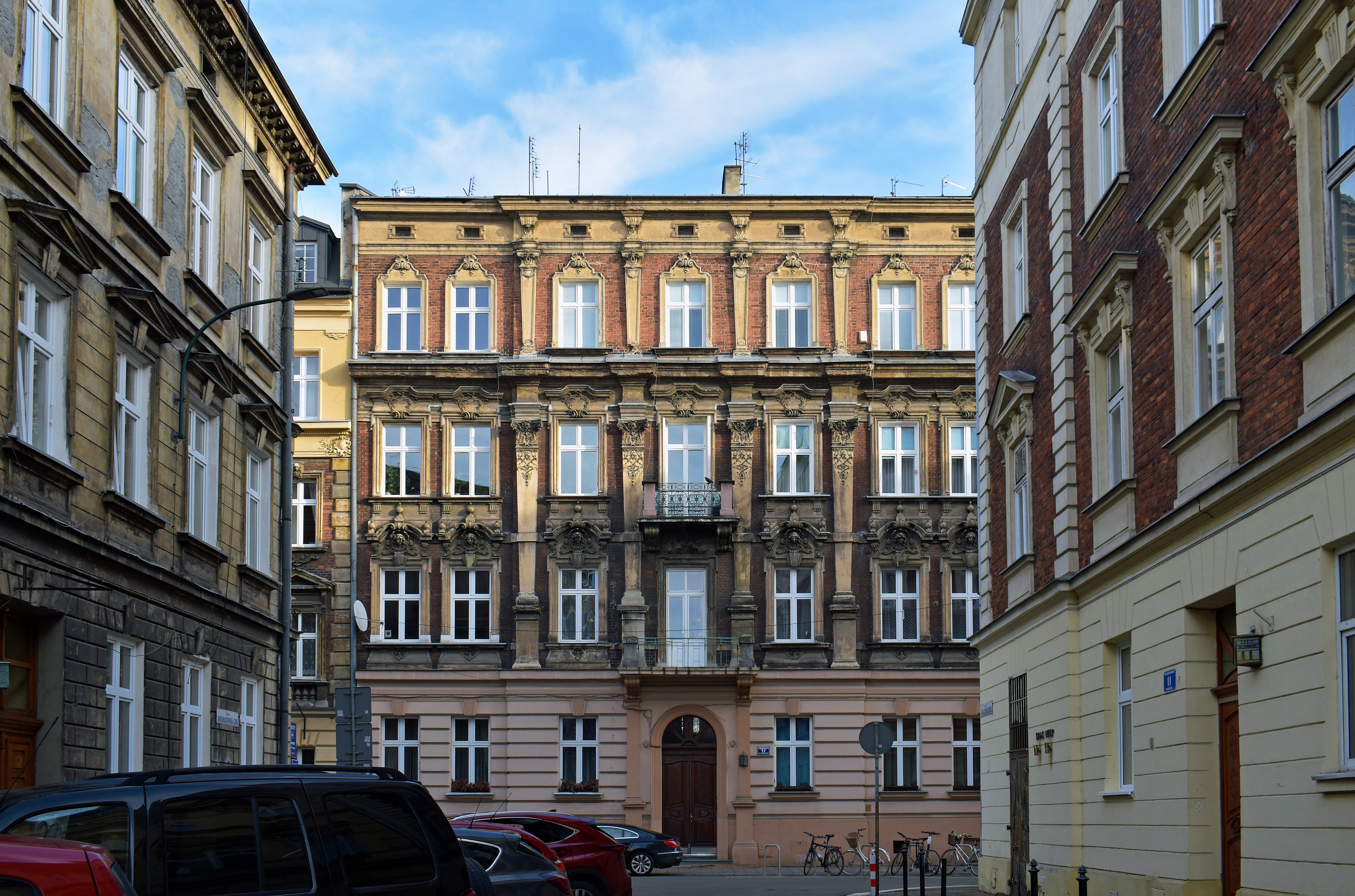
Kamienica czynszowa (1892) Kraków, ul. Radziwiłłowska 17
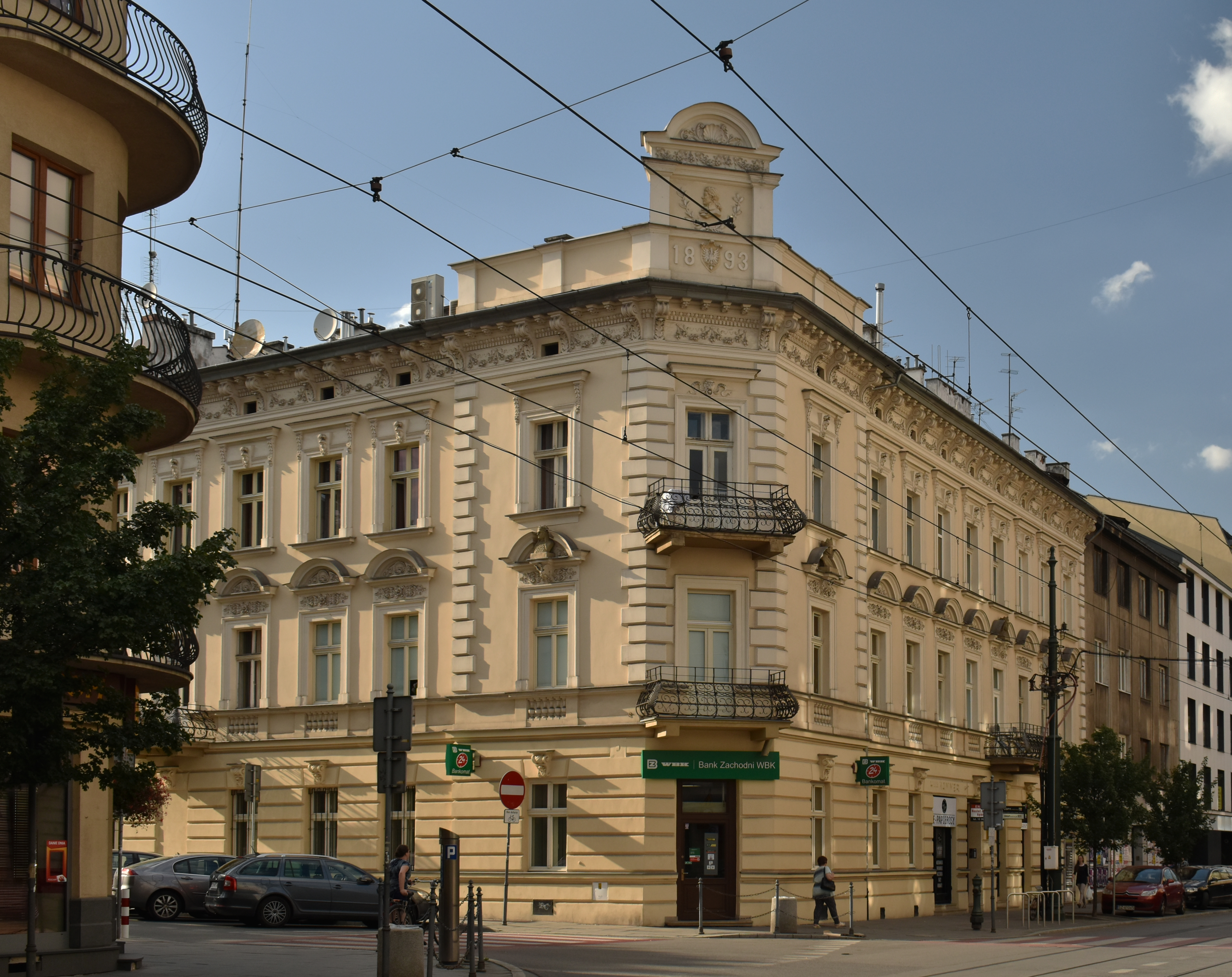
Kamienica czynszowa (1893) Kraków, ul. Rakowicka 12
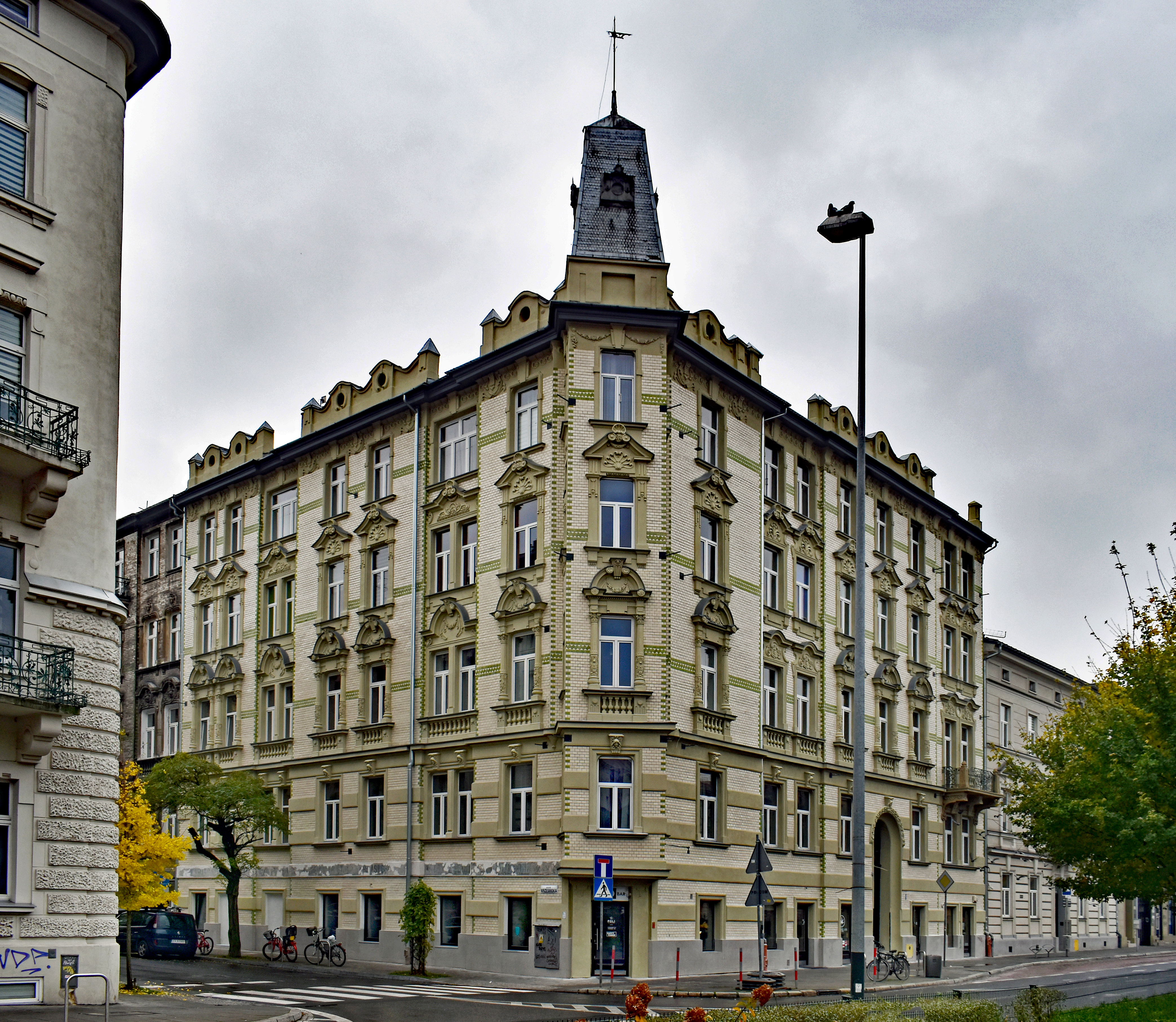
Kamienica czynszowa (1905) Kraków ul. Dietla 97 (ul. Wrzesińska 1)
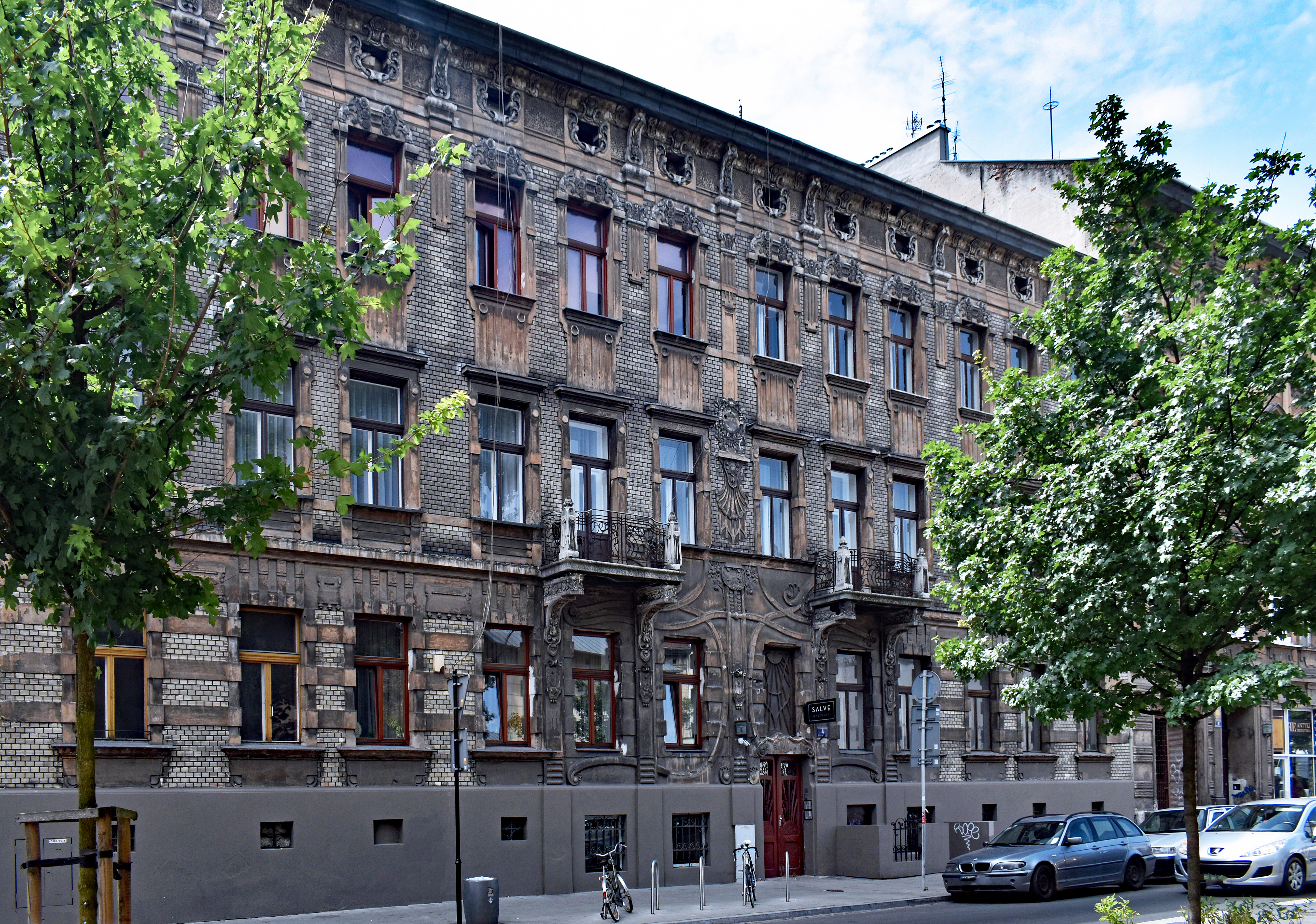
Kamienica czynszowa (1904) Kraków ul. Łobzowska 4
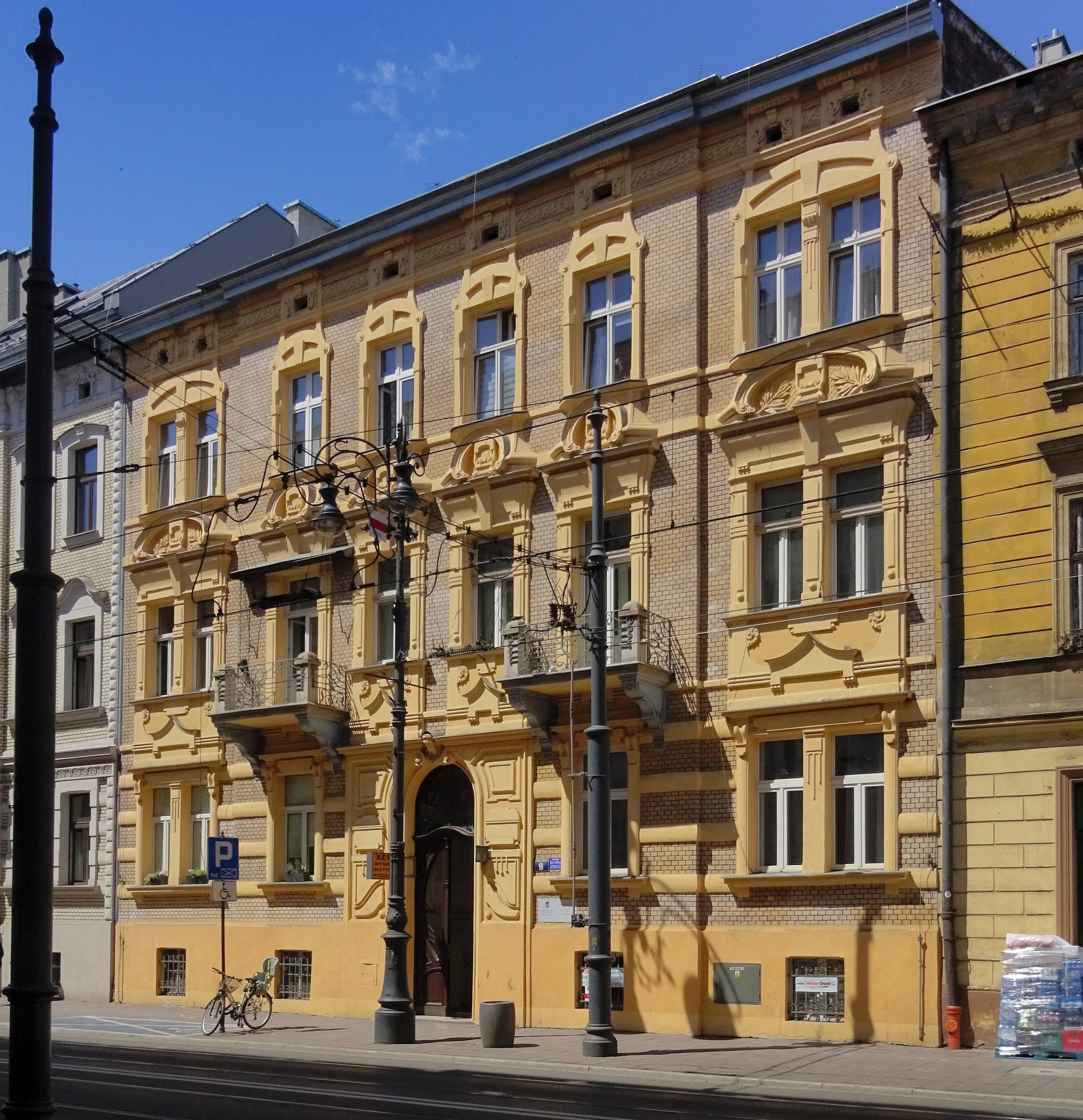
Kamienica (1903–1906), Kraków, ul. Piłsudskiego 9
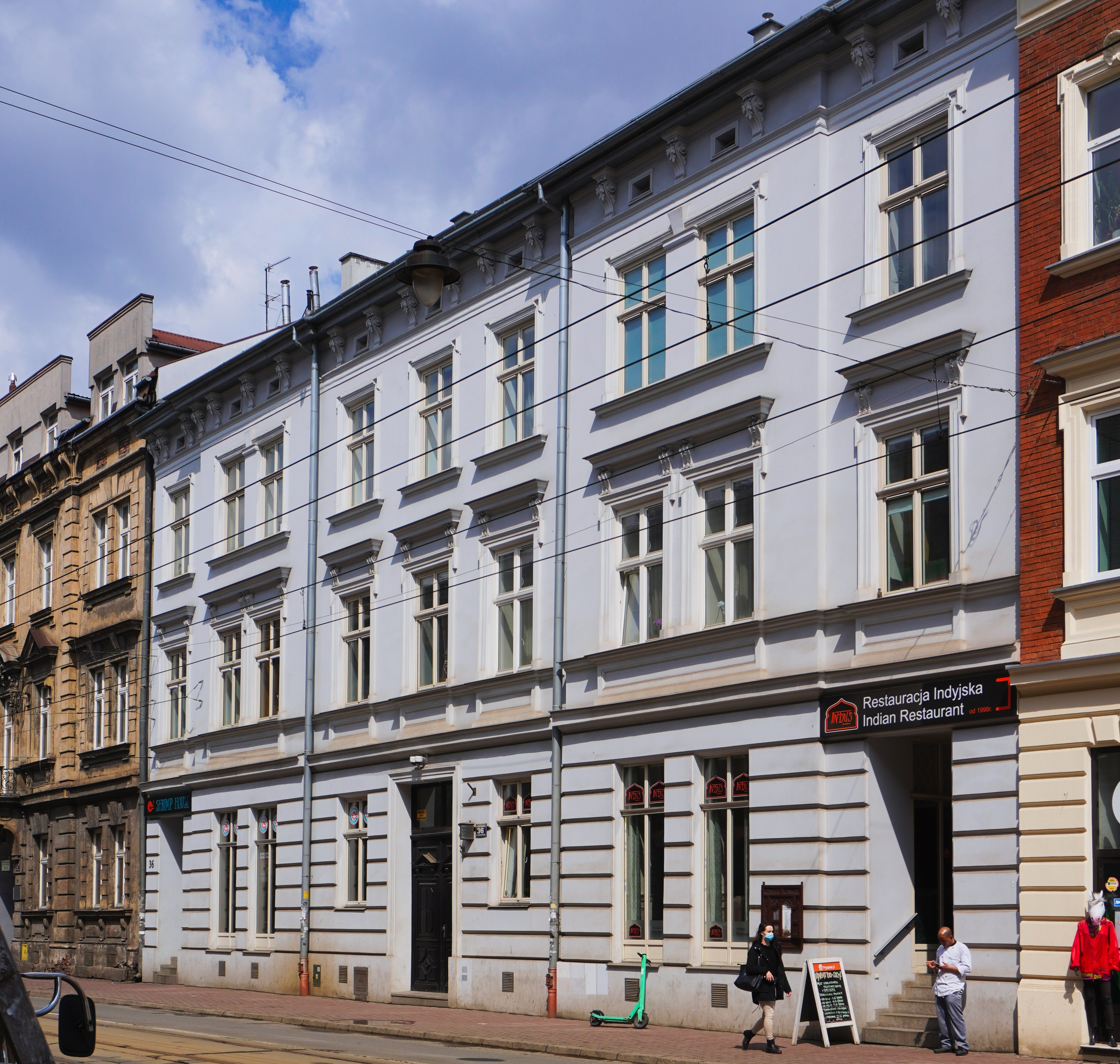
Kamienica (1892), Kraków, ul. Starowiślna 36
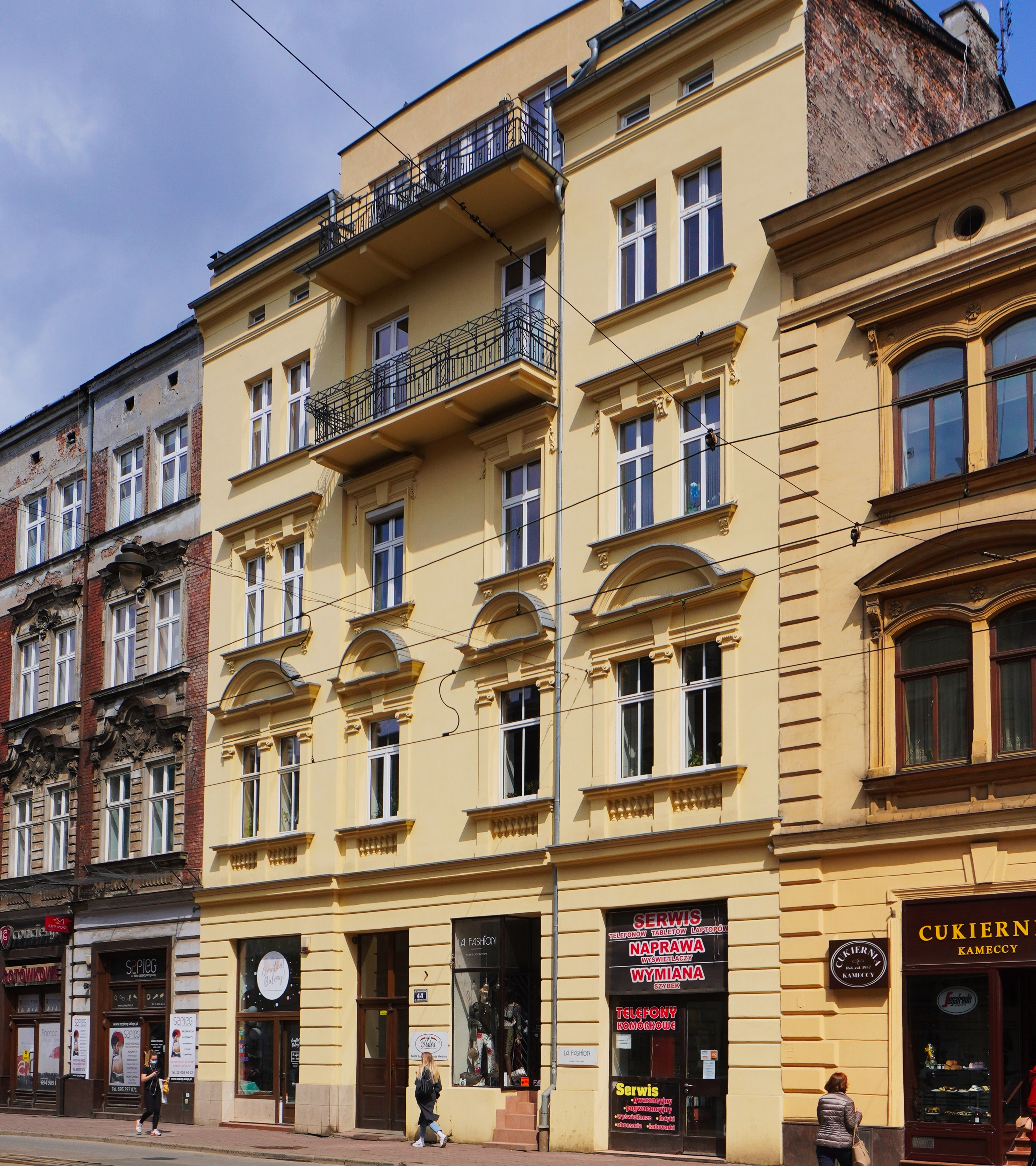
Kamienica (1899), Kraków, ul. Starowiślna 44
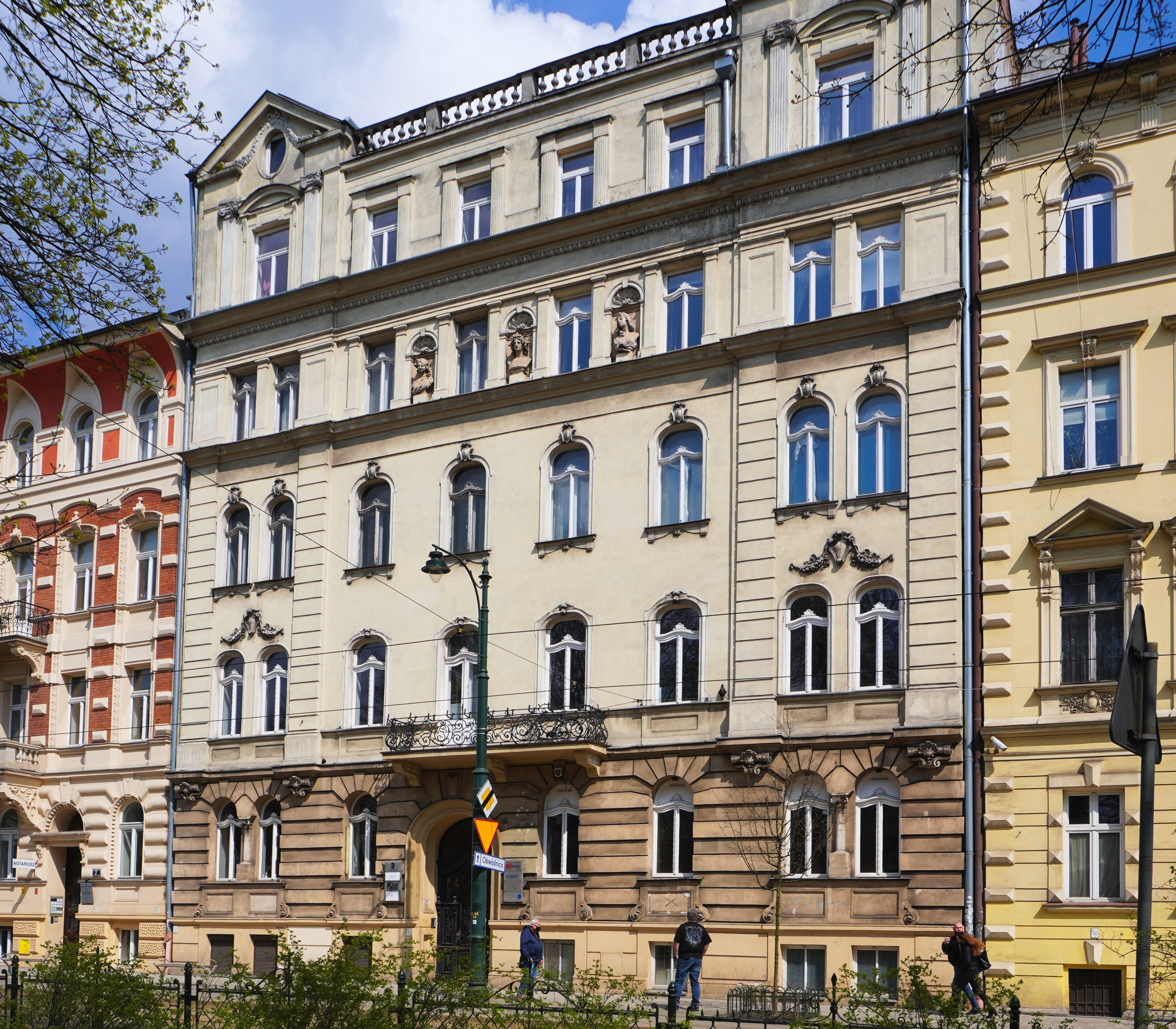
Kamienica (1895–1899), Kraków, ul. Westerplatte 3
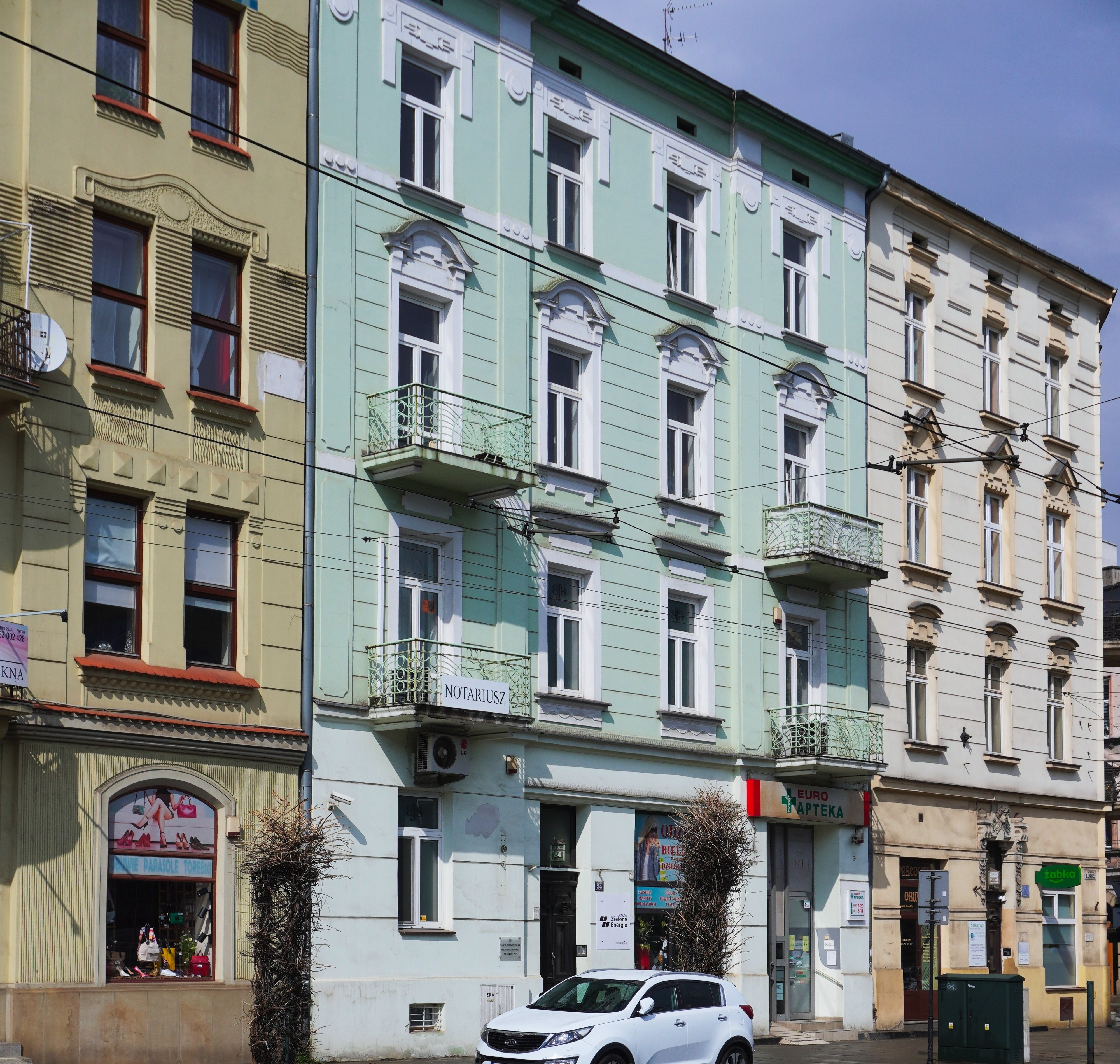
Kamienica (1909), Kraków, ul. Lubicz 24
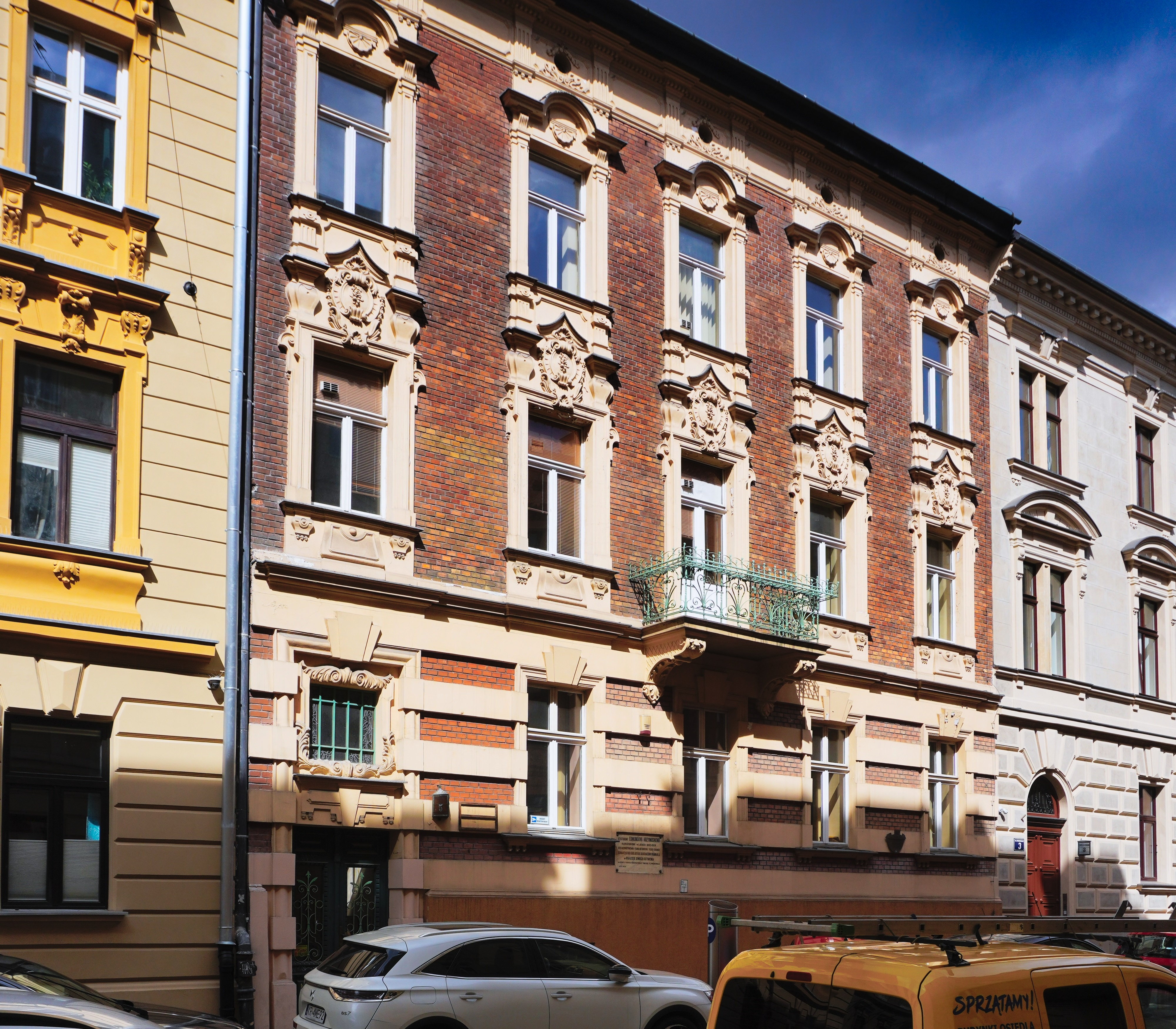
Kamienica (1902), Kraków, ul. Jabłonowskich 5
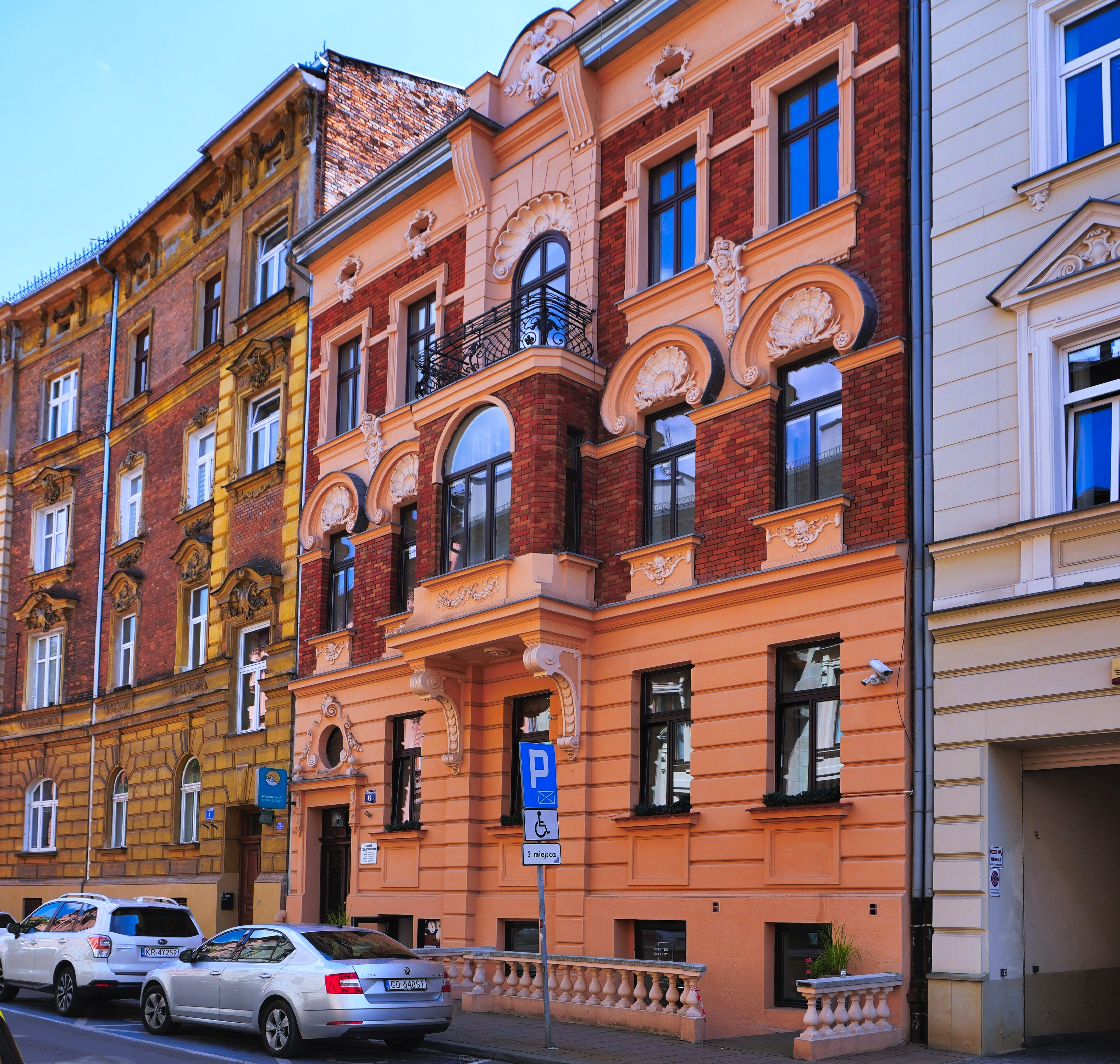
Kamienica (1900), Kraków, ul. Jabłonowskich 6
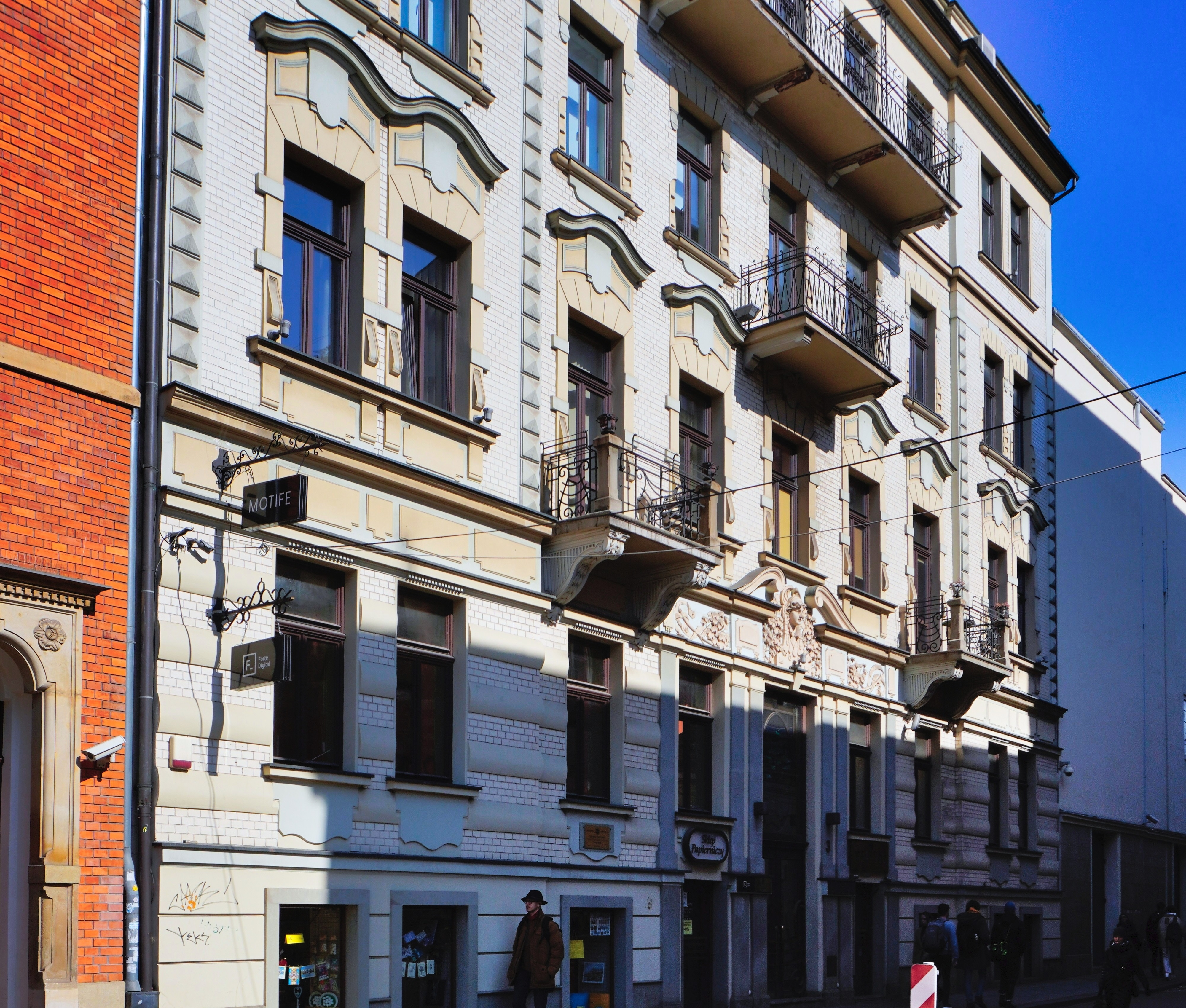
Kamienica (1906), Kraków, ul. Krupnicza 3
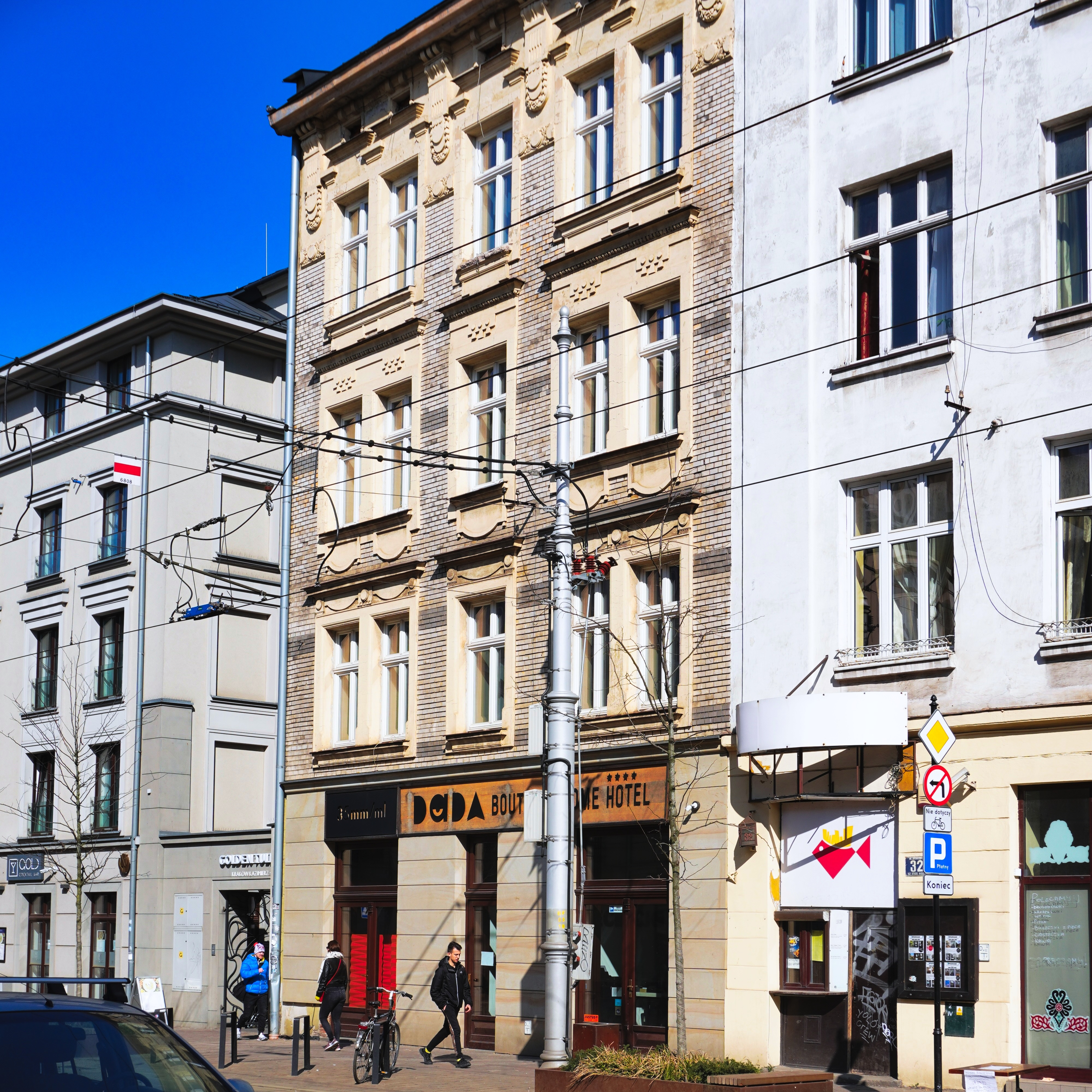
Kamienica (1907), Kraków, ul. Krakowska 30
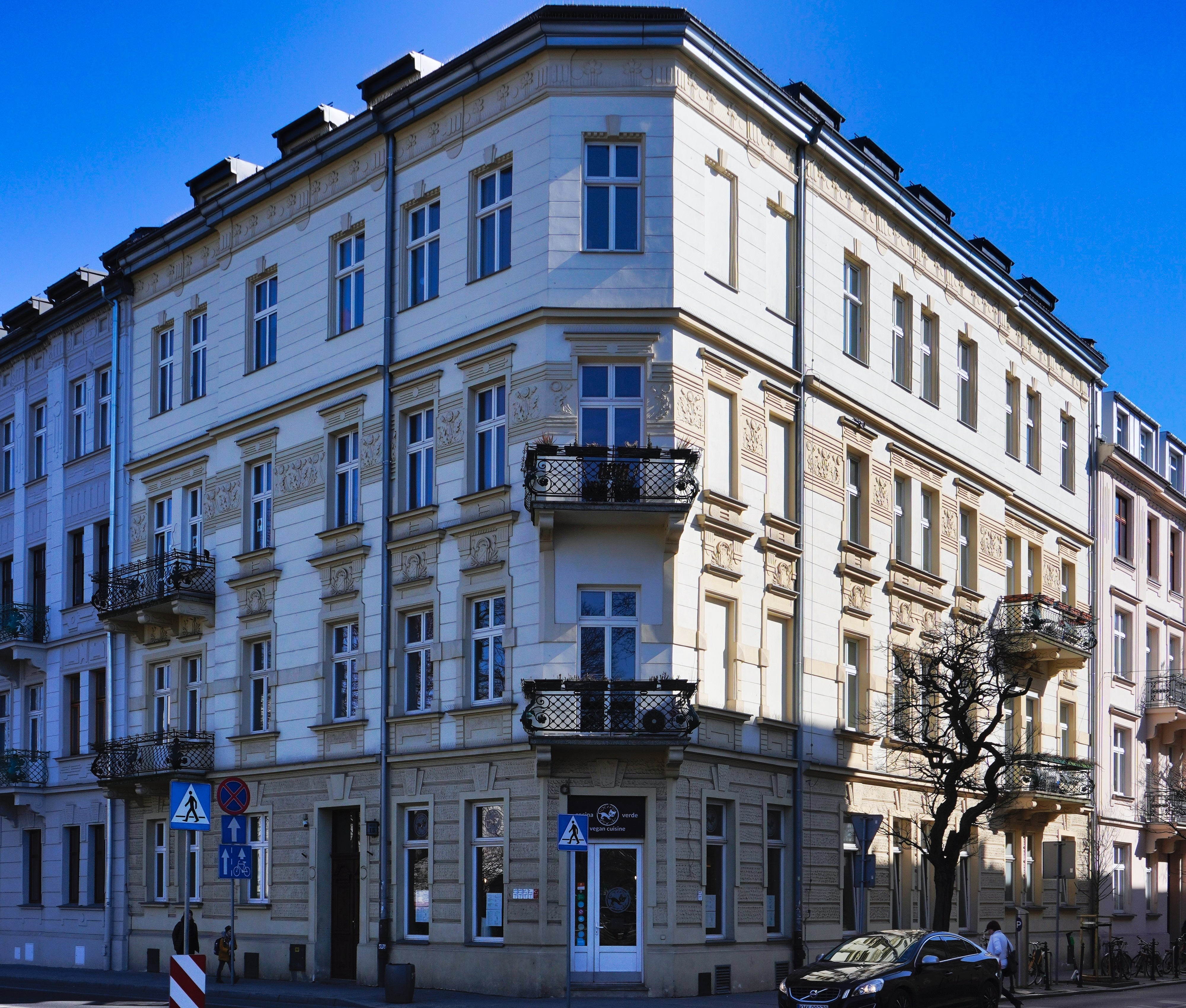
Kamienica (1908–1909), Kraków, ul. Dietla 15
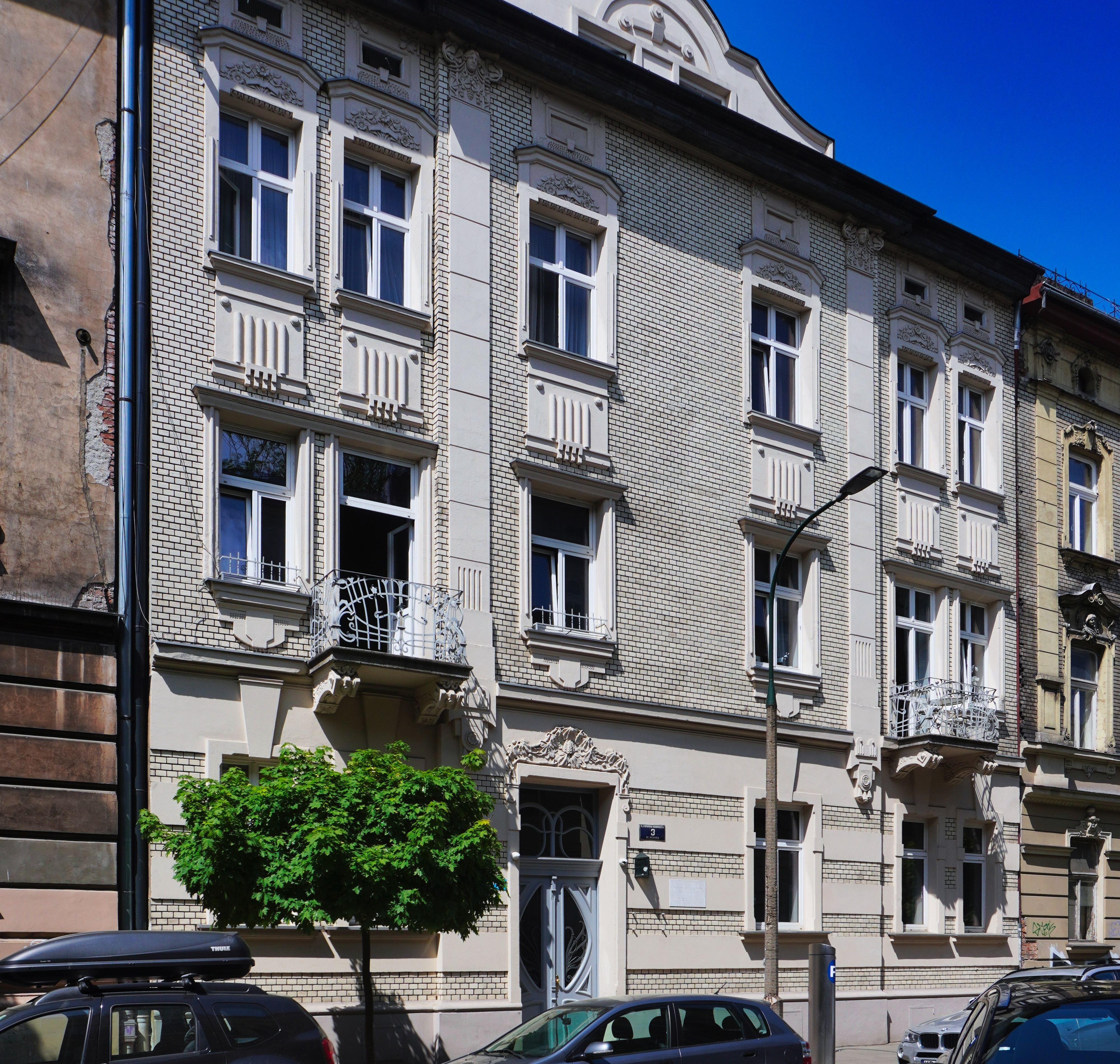
Kamienica (1905), Kraków, ul. Grabowskiego 5
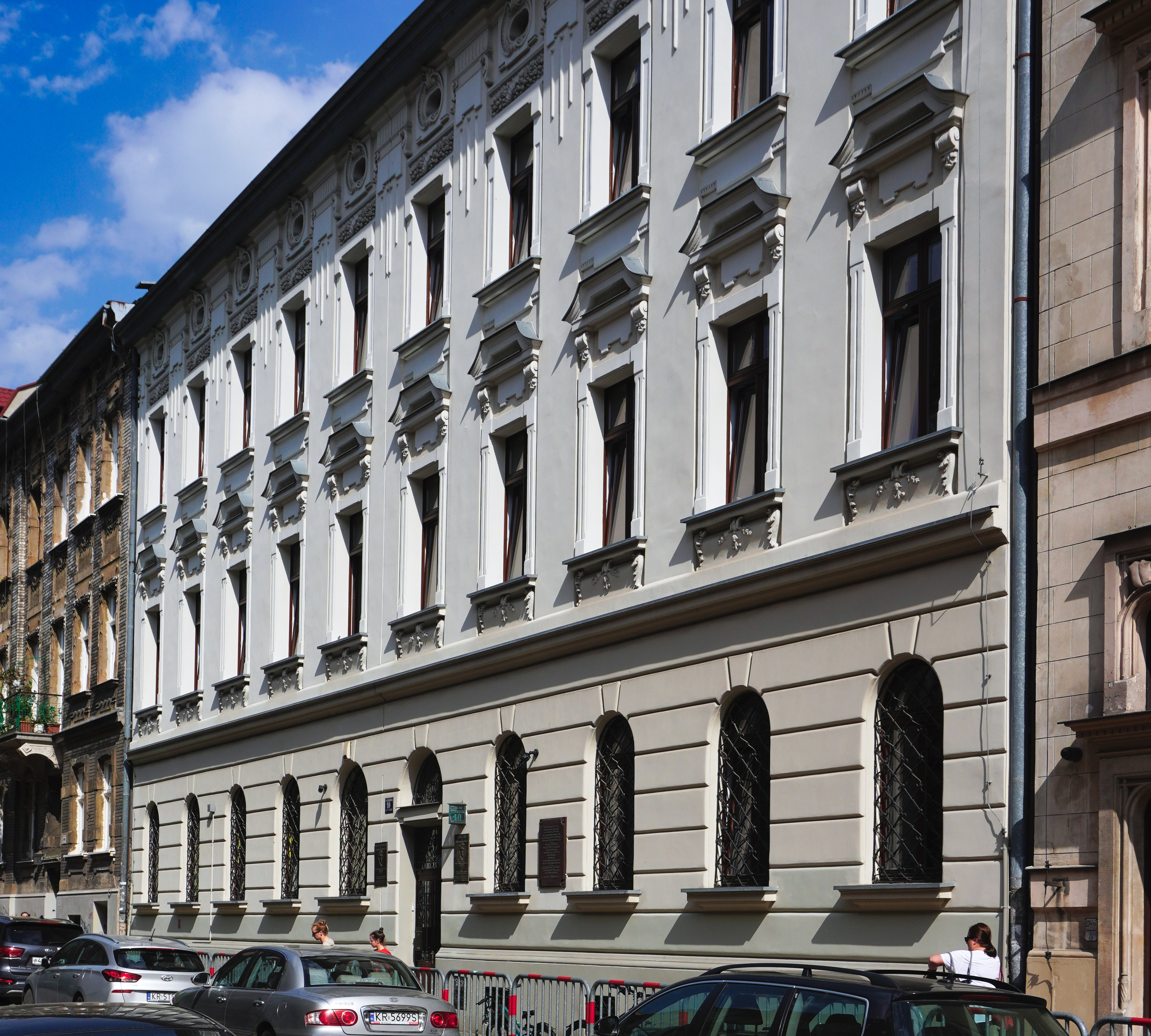
Kamienica (1899–1900), Kraków, ul. Michałowskiego 8–10
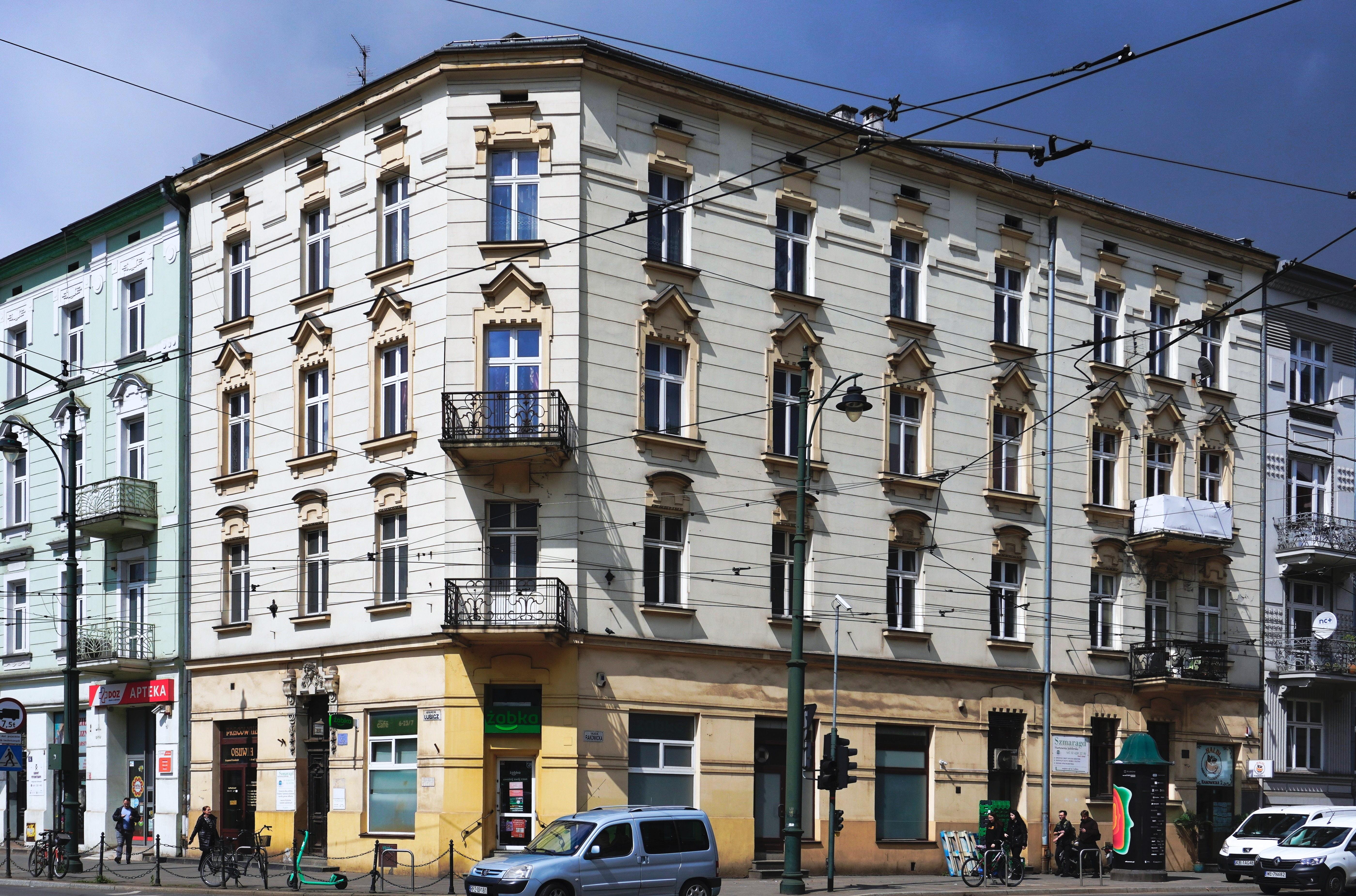
Kamienica (1909), Kraków, ul. Lubicz 26
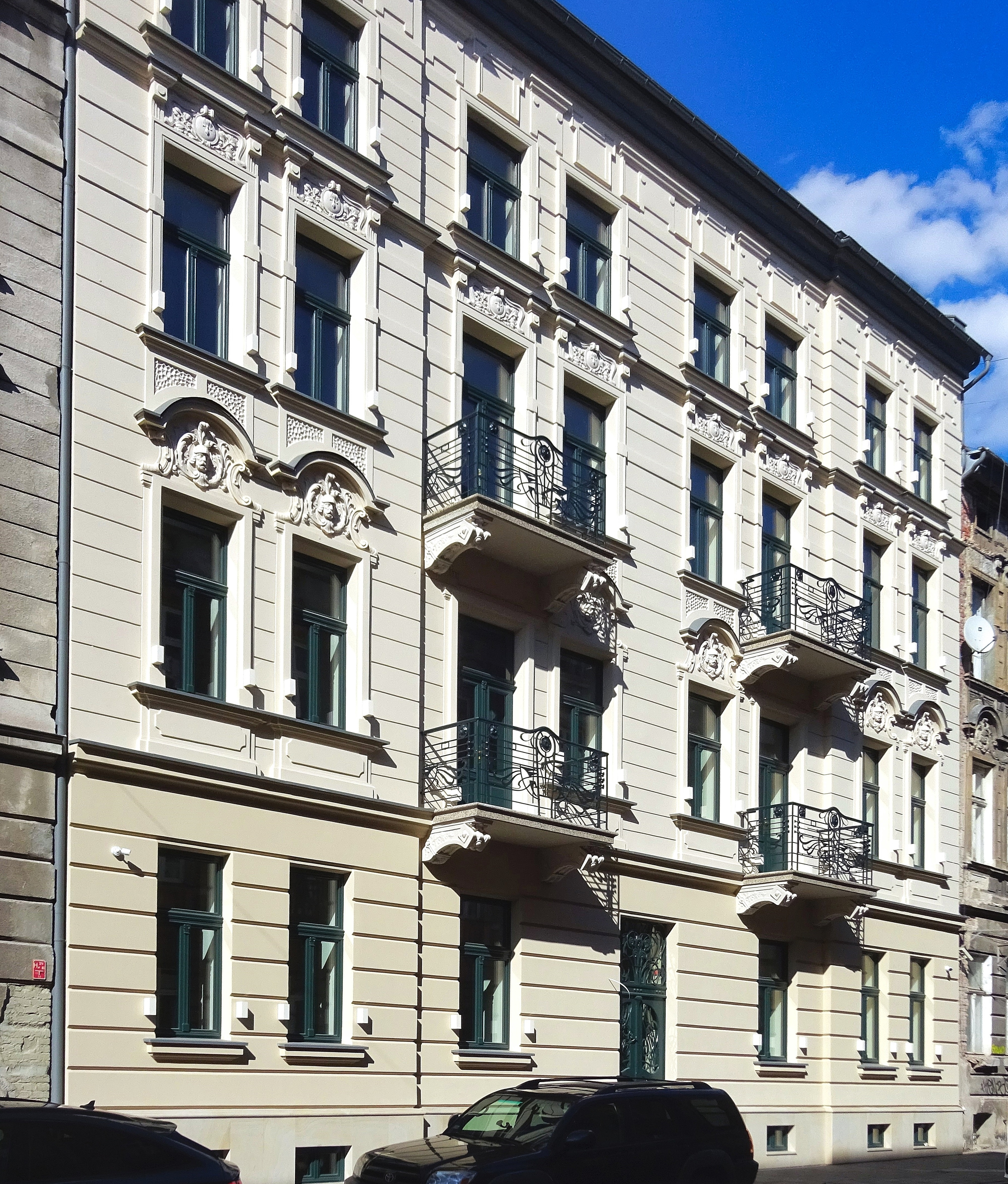
Kamienica (1905–1911), Kraków, ul. Koletek 3
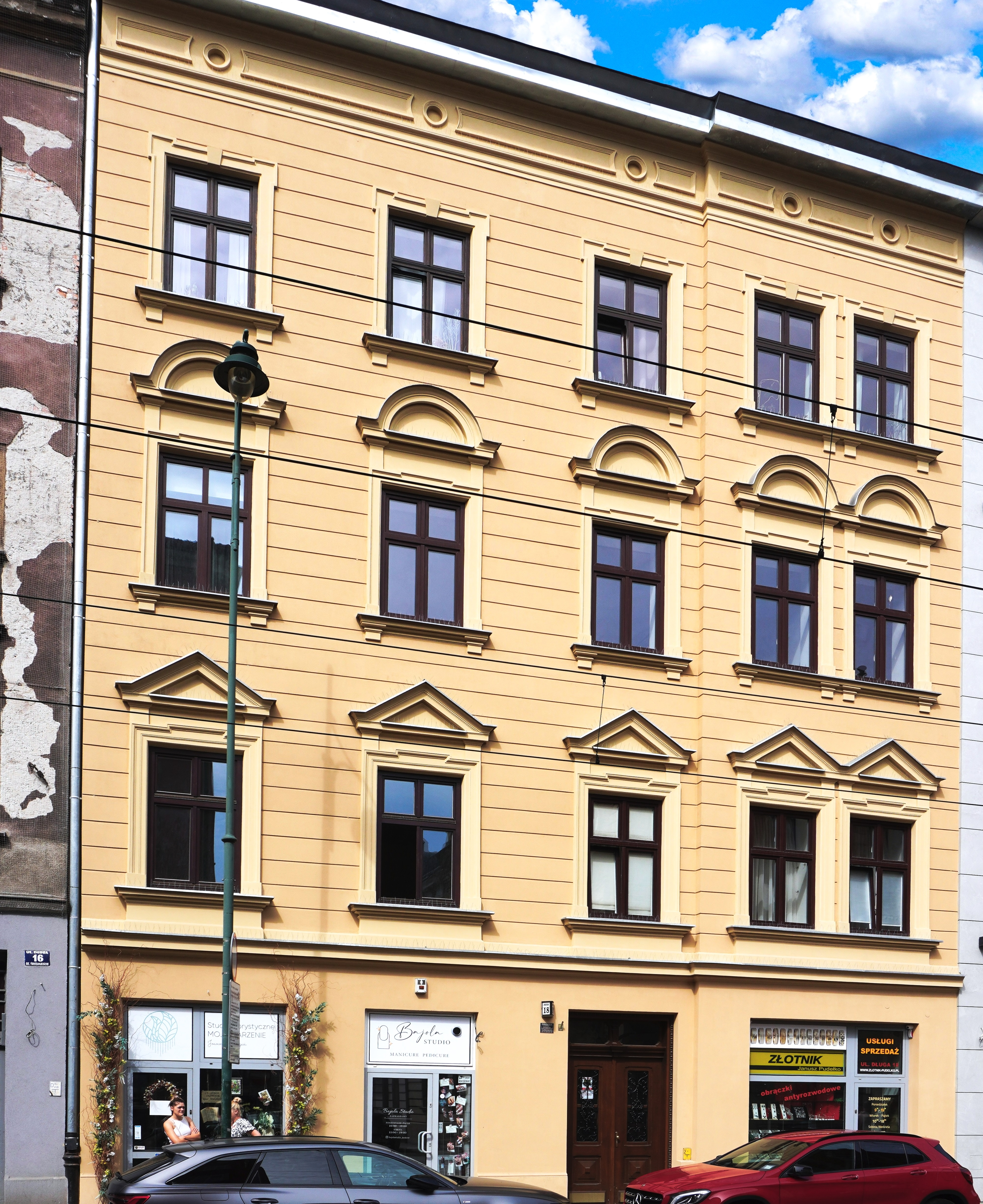
Kamienica (1898), Kraków, ul. Długa 18
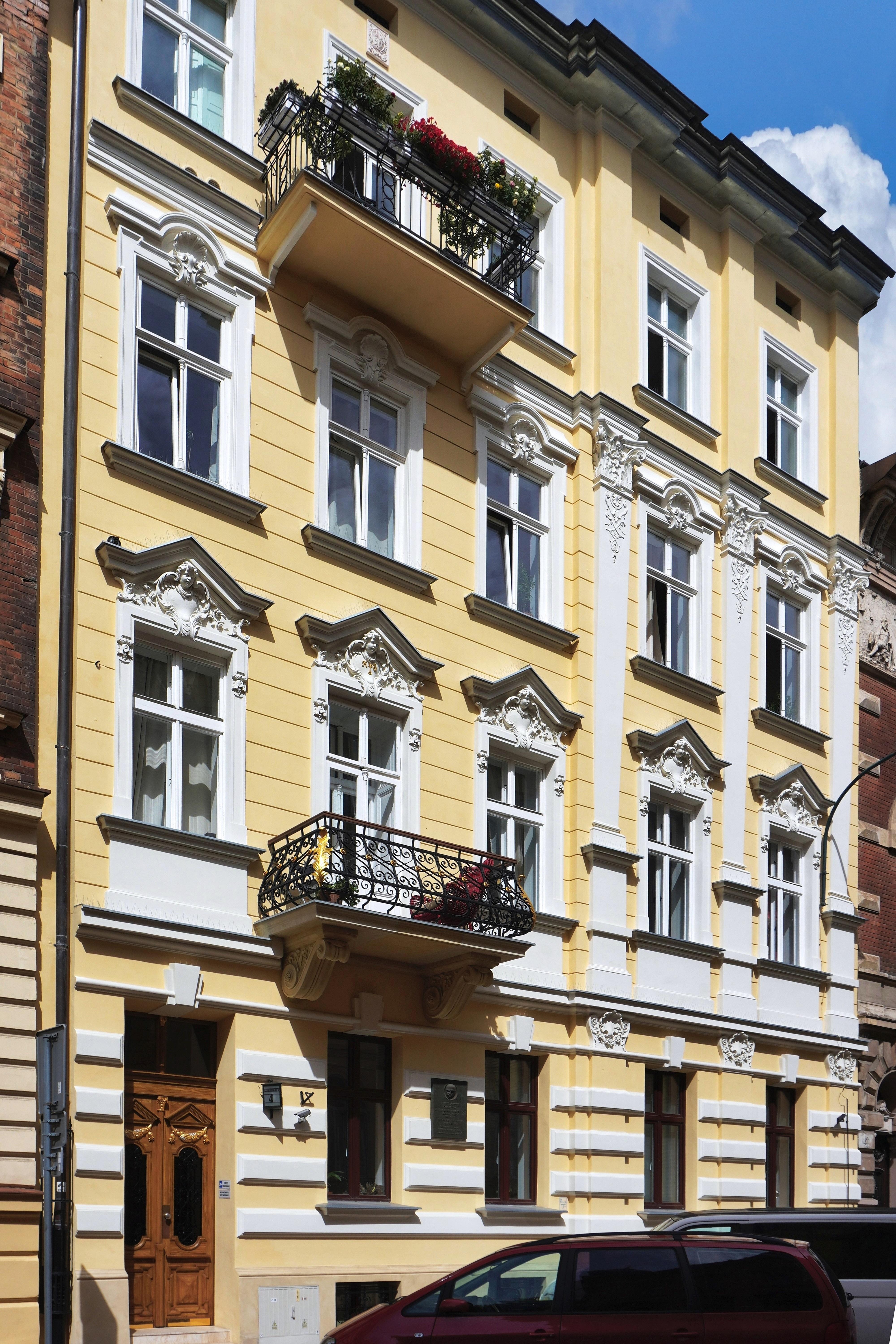
Kamienica (1891), Kraków, ul. Marii Skłodowskiej-Curie 4
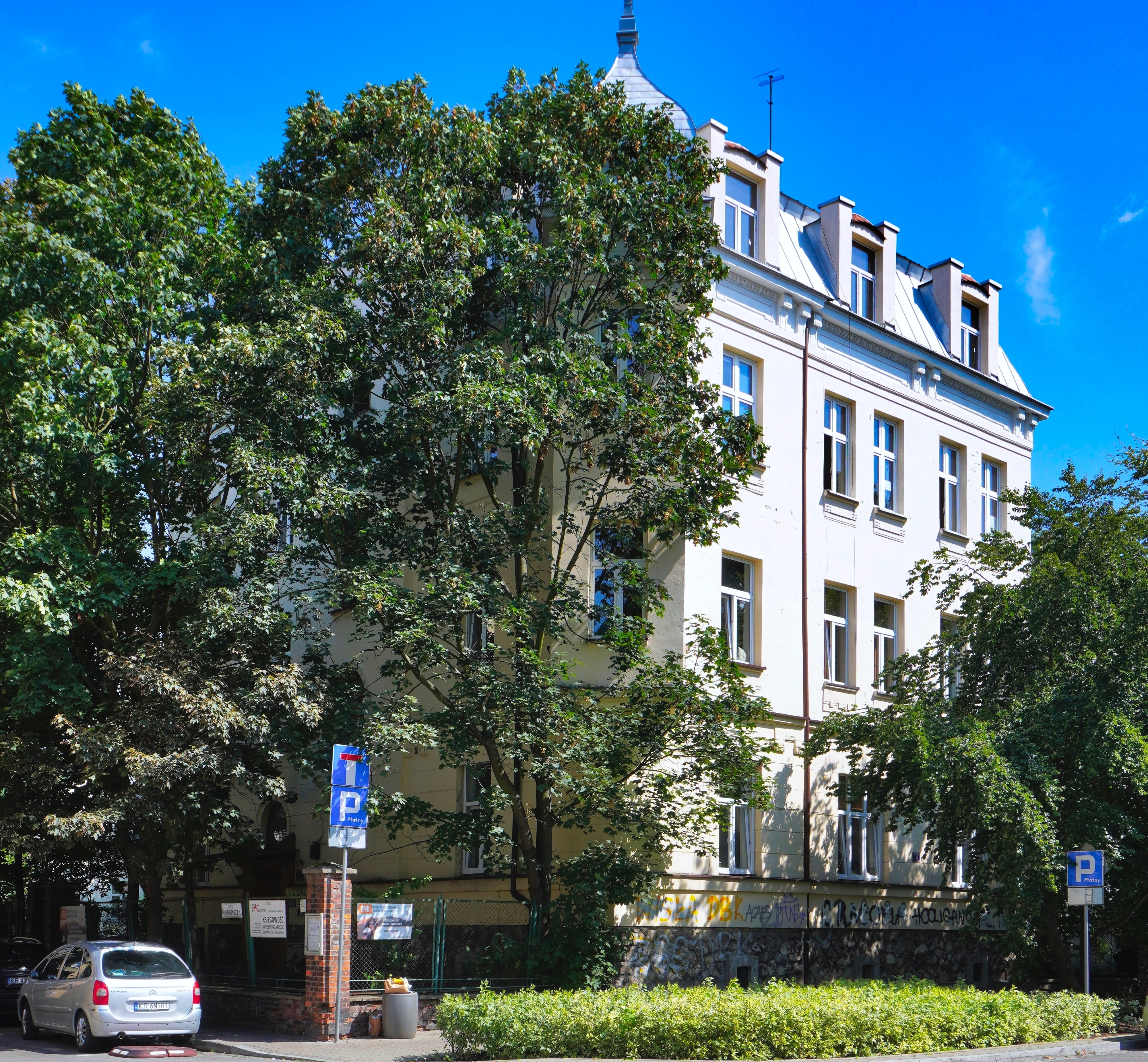
Willa Sylwan (1912), Kraków, ul. Powroźnicza 6